# Klemens Kofler

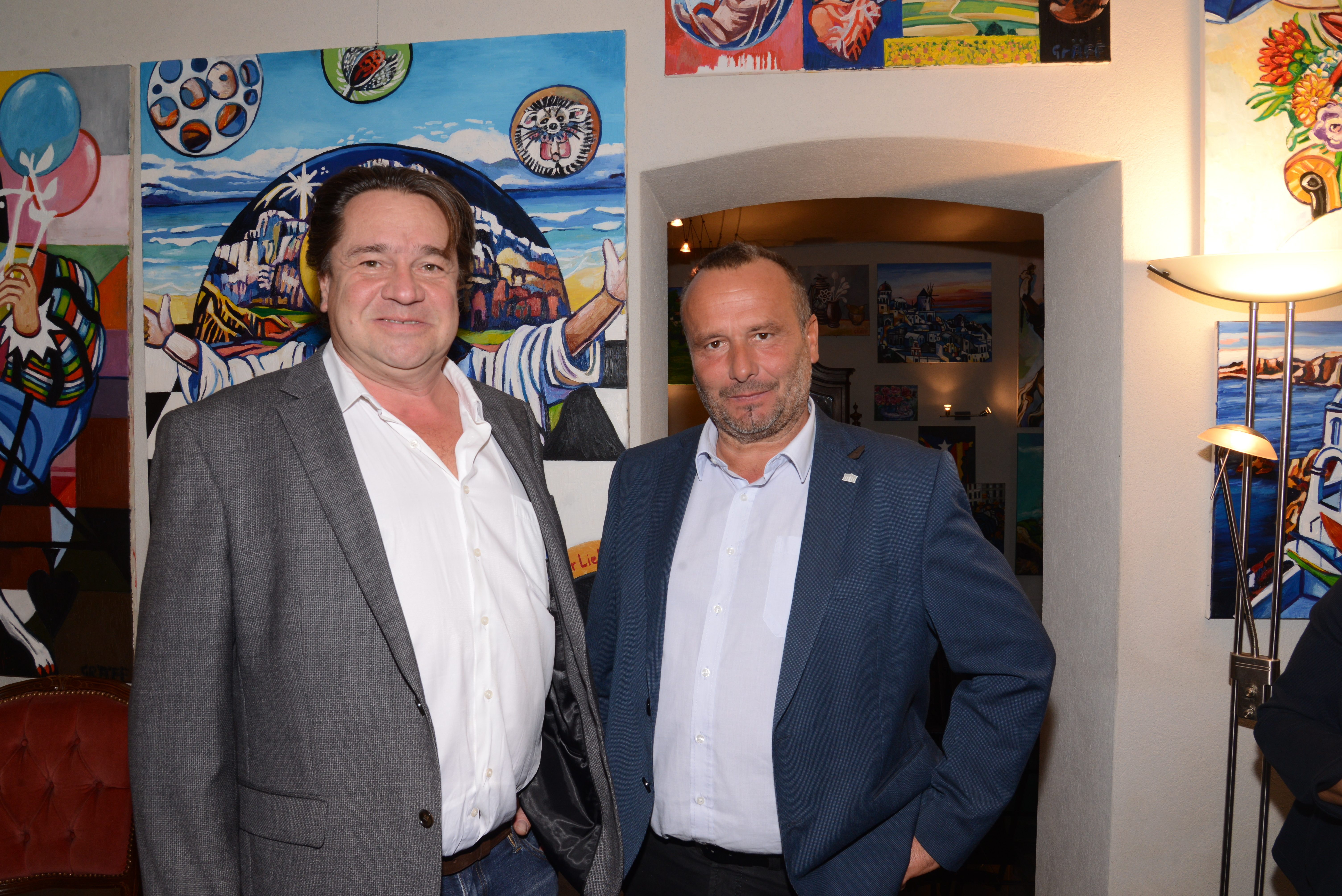
Klemens Kofler (links) mit Alois Kainz beim Dialog im Kamptal (2019)

Klemens Kofler (* 24. Juni 1964 in Innsbruck) ist ein österreichischer Politiker der Freiheitlichen Partei Österreichs (FPÖ). Seit dem 23. März 2023 ist er vom Landtag Niederösterreich entsandtes Mitglied des Bundesrates.

## Leben

### Ausbildung und Beruf
Klemens Kofler machte sich nach dem Besuch eines Gymnasiums, welches er mit der Matura abschloss, als Galerist in Innsbruck selbstständig. 1991 erfolgte der Umzug nach Niederösterreich, wo er eine Ausbildung zum Immobilienmakler absolvierte und heute in Horn als Geschäftsstellenleiter eines regionalen Immobilienvermittlers tätig ist.

### Politik
Kofler wurde 2008 Bezirksparteiobmann der FPÖ Horn, 2011 wurde er in seiner damaligen Heimatgemeinde Altenburg in den Gemeinderat gewählt. Nach einem Wohnortswechsel wurde er 2021 Mitglied des Gemeinderats in Horn.
Aufgrund der Zugewinne der FPÖ bei der Landtagswahl in Niederösterreich 2023 konnte die Partei ein zusätzliches Mitglied für den Bundesrat nominieren. Am 23. März 2023 wurde er als vom Landtag Niederösterreich entsandter Bundesrat angelobt.